# Lorenzo Sanz
Lorenzo Sanz Mancebo (Madrid, 9 de agosto de 1943 ─ Madrid, 21 de março de 2020) foi um empresário espanhol, presidente do Real Madrid e proprietário do Málaga. 

## Biografia
Nascido em Madrid, na Espanha, Sanz jogou como goleiro em sua juventude em vários times menores da liga madrilena, incluindo Puerta Bonita. Como empresário astuto, ele fez sua fortuna em imóveis e construção. 
Sanz foi diretor do Real Madrid de 1985 a 1995. Ele se tornou presidente do Real Madrid em 26 de novembro de 1995, depois que Ramón Mendoza foi forçado a renunciar devido aos problemas econômicos, sociais e esportivos do clube. Sanz tentou mudar o clube, trazendo jogadores famosos como Davor Šuker e Predrag Mijatović com seu próprio dinheiro. Isso levou a uma tão esperada vitória da UEFA Champions League, que o Real Madrid não havia conquistado desde 1966, quando o clube conquistou os torneios de 1998 e 2000. 
No entanto, os dois triunfos na UEFA Champions League não foram suficientes para esconder os problemas financeiros que ainda atormentavam o clube e nas eleições poucas semanas após a final de 2000, ele perdeu a presidência para Florentino Pérez, porém anunciou em 2006 que voltaria a ser eleito pelo cargo de presidente vago no Real Madrid, perdendo-o para Ramón Calderón, e depois comprou o Málaga. Ele vendeu o clube em 2010 para um investidor do Catar. Em 11 de novembro de 2009, o jornal espanhol El Pais informou que Sanz foi preso tentando contrabandear obras de arte da Espanha.[carece de fontes?]

## Família
Sanz era o sogro do ex-zagueiro do Real Madrid e da Espanha Míchel Salgado, que se casou com sua filha Malula. Os dois filhos de Sanz, Paco e Fernando, também eram jogadores profissionais. Como proprietário do Málaga CF, ele confiou seu filho Fernando à presidência do clube.

## Morte
Na noite de 21 de março de 2020, morreu aos 76 anos de idade, depois de testar positivo para COVID-19.